# آنا وود (طالبة)
آنا وود (بالإنجليزية: Anna Wood)‏ هي طالبة أسترالية، ولدت في 27 مايو 1980 في Southport, Queensland ‏ في أستراليا، وتوفيت في 24 أكتوبر 1995 في St Leonards, New South Wales ‏ في أستراليا بسبب جرعة زائدة.